# Jean-Charles Mauclerc
Jean-Charles Mauclerc est un homme politique français né le 6 novembre 1754 à Varennes-en-Argonne (Meuse) et décédé à une date inconnue.
Magistrat, il est président du district de Sainte-Menehould en 1790. Il devient magistrat de sureté en 1801 et juge au tribunal de la ville en 1808. Il est député de la Marne de 1804 à 1808.

## Sources
- « Jean-Charles Mauclerc », dans Adolphe Robert et Gaston Cougny, Dictionnaire des parlementaires français, Edgar Bourloton, 1889-1891 [détail de l’édition]